# Słowenia na Letniej Uniwersjadzie 2009
Słowenię na Letniej Uniwersjadzie w Belgradzie reprezentowało 95 zawodników. Słoweńcy zdobyli 2 medale (1 złoty i 1 brązowy).
Sporty drużynowe w których Słowenia brała udział:
| Dyscyplina  | Mężczyźni | Kobiety |
| Koszykówka  |           |         |
| Piłka nożna |           |         |
| Piłka wodna |           |         |
| Siatkówka   | ✔         | ✔       |

## Medale

### Złoto
- Jernej Godec – pływanie, 50 m stylem motylkowym

### Brąz
- Sašo Bertoncelj – gimnastyka sportowa, ćwiczenia na koniu z łękami